# Phân bổ nguồn lực
Trong kinh tế, phân bổ nguồn lực / phân bổ tài nguyên là sự phân công các nguồn lực sẵn có cho các mục đích sử dụng khác nhau. Trong bối cảnh của toàn bộ nền kinh tế, các nguồn lực có thể được phân bổ bằng nhiều phương tiện khác nhau, chẳng hạn như thông qua thị trường hoặc việc lập kế hoạch .
Trong quản lý dự án, phân bổ tài nguyên hoặc quản lý tài nguyên là lập lịch cho các hoạt động và các tài nguyên được yêu cầu bởi các hoạt động đó trong khi xem xét cả tính khả dụng của tài nguyên và thời gian dự án.

## Kinh tế học
Trong kinh tế, lĩnh vực giao dịch tài chính công với ba lĩnh vực rộng lớn: ổn định kinh tế vĩ mô, phân phối thu nhập và sự giàu có và phân bổ nguồn lực. Phần lớn nghiên cứu về phân bổ nguồn lực được dành cho việc tìm kiếm các điều kiện theo đó các cơ chế phân bổ nguồn lực cụ thể dẫn đến kết quả hiệu quả Pareto, trong đó không có tình huống nào của bên nào có thể được cải thiện mà không làm tổn hại đến bên khác.

## Lập kế hoạch chiến lược
Trong hoạch định chiến lược, phân bổ nguồn lực là một kế hoạch sử dụng các nguồn lực sẵn có, ví dụ như nguồn nhân lực, đặc biệt là trong thời gian tới, để đạt được các mục tiêu cho tương lai. Đó là quá trình phân bổ nguồn lực khan hiếm giữa các dự án hoặc đơn vị kinh doanh khác nhau.
Có một số cách tiếp cận để giải quyết các vấn đề phân bổ tài nguyên, ví dụ như tài nguyên có thể được phân bổ bằng cách sử dụng phương pháp thủ công, phương pháp thuật toán (xem bên dưới), hoặc kết hợp cả hai.

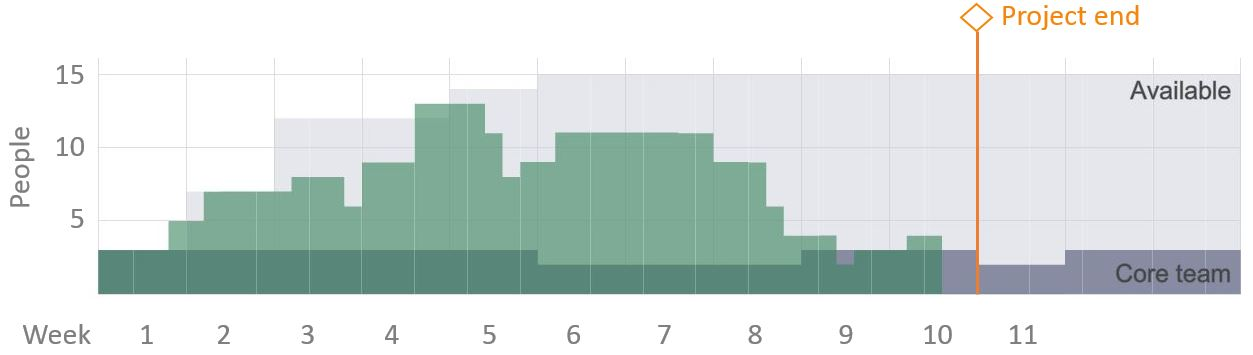
Cân bằng tài nguyên tối ưu hóa biểu đồ tài nguyên trên một dự án.

Có thể có các cơ chế dự phòng như xếp hạng ưu tiên của các hạng mục được loại trừ khỏi kế hoạch, cho thấy mục nào sẽ được tài trợ nếu có thêm nguồn lực và xếp hạng ưu tiên của một số mục trong kế hoạch, cho thấy mục nào nên được hy sinh nếu tổng kinh phí phải bị cắt giảm.

## Thuật toán
Phân bổ tài nguyên có thể được quyết định bằng cách sử dụng các chương trình máy tính được áp dụng cho một miền cụ thể để tự động và phân phối động các tài nguyên cho người xin tài nguyên.
Điều này đặc biệt phổ biến trong các thiết bị điện tử dành riêng cho định tuyến và giao tiếp. Ví dụ, việc phân bổ kênh trong giao tiếp không dây có thể được quyết định bởi trạm thu phát cơ sở bằng thuật toán thích hợp.
Một loại tài nguyên theo đó người nộp đơn trả giá (các) tài nguyên tốt nhất theo số dư "tiền" của họ, như trong mô hình kinh doanh đấu giá trực tuyến (xem thêm lý thuyết đấu giá ). Một nghiên cứu của Emmanuel Yarteboi Annan    cho thấy điều này rất quan trọng trong lĩnh vực phân bổ tài nguyên.
Trong một bài viết về phân bổ lát thời gian CPU  một thuật toán đấu giá được so sánh với lập lịch chia sẻ tỷ lệ .